# الشيء الحقيقي ( قصة )
الشيء الحقيقي هي قصة قصيرة كتبها هنري جيمس تم نشرها لأول مرة بواسطة (سامويل سيدني ميكلور) في العديد من الصحف الأمريكية ثم نُشرت في المنشور البريطاني «الأبيض والأسود» في شهر أبريل عام 1892. وفي العام التالي باعتبارها قصة العنوان في المجموعة «الشيء الحقيقي وقصص أخرى» نشرته «ماكميلان».
هذه القصة، التي تُقرأ غالبًا كمثل، تلعب مع ثنائية الواقع والوهم التي فتنت جيمس خاصة في المراحل اللاحقة من حياته المهنية، وبالنسبة للرسام الذي يروي القصة، فإن المقالة الأصلية تثبت عدم جدواها في أغراضه التجارية. تصور القصة الضحايا لمجتمع يتشابك فيه الواقع والتمثيل بشكل وثيق بطرق تجعل الفن مشروعًا صعبًا لينقسم إلى اثنان.

## الملخص
الراوي هو رسام غير مسمى ورسام طموح، يستأجر زوجين راقيين (الملوك) كعارضين، بعد أن فقدوا معظم أموالهم واضطرا إلى ايجاد بعض الأعمال.
إنهم «الشيء الحقيقي» من حيث أنهم يمثلون تمامًا النوع الأرستقراطي، ولكنهم أثبتوا أنهم غير مرنين لأعمال الرسام. فأصبح يعتمد على شخصين من الطبقة الدنيا أكثر ولكنهما أكثر إمكانية على ذلك.
(اورونتي) الإيطالية والسيدة (تشورم) وهي امرأة إنجليزية من الطبقة الدنيا.
أصبح على الرسام أن يتخلص أخيرًا من الملوك، خاصة بعد أن انتقد صديقه وزميله الفنان (جاك هاولي) العمل الذي مثل فيه الملوك. يقول جاك هاولي أن الثنائي ضرََا بفن الراوي ربما بشكل دائم.
في السطر الأخير من القصة يقول الراوي إنه «راضٍ لدفع الثمن، للذكرى».

## المواضيع الرئيسية
يلعب جيمس بالمعنى الدقيق لـ «الشيء الحقيقي» طوال حبكة القصة، والتي اقترحها عليه جورج دو مورييه. قد يكون (الملكان) هما الشيء الحقيقي عندما يتعلق الأمر بزيارات المنازل الريفية ومحادثات غرفة الرسم، ولكن أورنتي ووالسيدة تشورم هما بقدر ما يصفه المقال عن العارضين المحترفين. في نهاية القصة حاول الملوك بشدة الحفاظ على وظائفهم من خلال أن يصبحوا خدماً للراوي والآنسة تشورم وأورونتي في مثال رائع على مقابلة جيمس العكسية.
لاحظ المعلقون بعض من تحقيق الأمنيات الخيالية في الحكاية.
تم التعاقد مع الرسام لتوضيح سلسلة من الروايات من قبل أندر الروائيين الذين طالما كانو مهملون من قبل متعددي الطوائف المبتذلون وحظوا بتقدير كبير من المهتمين.
و حظى الروائيين بحظ سعيد لرؤية الفجر يتبعه الضوء الكامل لأعلى نقد من ناحية العامة والذي كان يُرى على انه كفارة.
أكثر انتقادات جيمس اللإيجابية أتتبعد وفاته.

## التقييم النقدي
أشاد النقاد بما أسماها أحدهم «واحدة من أجمل حكايات جيمس، مهمة مثل الروايات لكونها مؤثرة وجمالية و تحتوي على الهجاء المناهض للارستقراطية والسيرة الذاتية الغارقة.»
«كون جيمس قادرًا على ربط موضوع معقد للغاية في أقل من عشرة آلاف كلمة انتصارًا حقيقيًا لأسلوبه المتقن الآن»
جيمس لم يجعل الموعظة على شكل برهنة جافة نقطة نقاش.
جميع الشخصيات ظهرت على شكل إبداعات فردية بشكل كامل.
الملوك الغير مؤهلين كانو متعاطفين، والراوي بنفسه لا يُنسى لمحاولاته اليائسة والغير مجدية لمساعدتهم.

## روابط خارجية
- First book publication of "The Real Thing" (1893)
- Author's preface to the New York Edition text of "The Real Thing" (1909)
- Note on the texts of "The Real Thing" at the مكتبة أمريكا  [لغات أخرى]‏ web site